# Juan Gyenes
Gyenes János, més conegut com a Juan Gyenes, (Kaposvár, 21 d'octubre de 1912 - Madrid, 18 de maig de 1995) fou un fotògraf hongarès que des de 1940 estigué treballant a Espanya.

## Orígens
Inicià els estudis musicals amb el seu pare, que era professor de violí. L'any 1927 decidí estudiar fotografia. Entre 1930 i 1936 estigué treballant a Budapest per a la revista Színhazi Élet. Treballà a París i Londres com a fotògraf independent. Col·laborà amb Alexander Korda a la pel·lícula Les quatre plomes.
L'any 1938 començà a treballar com a corresponsal del The New York Times al Caire.

## Trajectòria
L'any 1940 arribà a Espanya provinent d'Egipte i començà a treballar a l'estudi de José Demaría Vázquez fins a l'any 1948. L'any 1948 muntà el seu propi estudi fotogràfic al número 12 del carrer d'Isabel la Católica amb un aparador a la Gran Via de Madrid, en el qual aviat li arribà clientela amb un alt nivell adquisitiu. També es convertí en el cronista oficial del teatre madrileny.
L'any 1943 es casà amb Sofia Vázquez i obtingué la nacionalitat espanyola. Fou pare d'una filla, de nom Irenka.
Una foto de Francisco Franco fou seleccionada per a la impressió d'una popular sèrie de segells de Correus amb la seva efígie. L'any 1957 rebé la medalla d'or del Cercle de Belles Arts de Madrid i el títol de cavaller de l'Orde d'Isabel la Catòlica que seria elevat a la franja de comandant l'any 1965. El 1975 se li concedí la medalla de plata al mèrit turístic.
Realitzà retrats a nombrosos personatges entre els quals es troben Sara Montiel, María Félix, Salvador Dalí, Pablo Picasso, Joan Miró, Andrés Segovia, Montserrat Caballé, Jacinto Benavente, Cayetana Fitz-James, Omar Sharif, Tsuguharu Foujita, Herbert von Karajan, Artur Rubinstein, Gina Lollobrigida, Charlton Heston, Lola Flores, Julio Iglesias, Raphael, Isabel Preysler, Charles Chaplin i la cantant i actriu Pepa Flores.
Publicà llibres sobre tauromàquia, teatre i dansa i nombroses portades de revistes. En aquests treballs oferí una visió enaltidora d'allò típicament espanyol. Organitzà més d'un centenar d'exposicions arreu del món. Fou fotògraf del Teatro Real de Madrid des de la seva reinauguració el 1966 fins a 1988. L'any 1976 realitzà la primera foto oficial dels reis Joan Carles I i Sofia de Grècia.
L'any 1989 fou nomenat membre de la Reial Acadèmia de Belles Arts de San Telmo de Màlaga. L'any 1991 fou nomenat membre de la Reial Acadèmia de Belles Arts de San Fernando, sent el primer fotògraf en formar-ne part. Rebé les màximes condecoracions de l'Estat hongarès i de la seva ciutat natal, Kaposvár.
Morí el 18 de maig de 1995 a Madrid, als vuitanta-dos anys.

## Celebració del centenari
Coincidint amb la commemoració del centenari del seu naixement, la Biblioteca Nacional d'Espanya presentà l'exposició antològica «Gyenes. Maestro fotógrafo», comissariada per Fernando Olmeda, biògraf del commemorat, i inaugurada per la reina d'Espanya Sofia de Grècia. Així mateix, la Fundació Picasso de Màlaga presentà l'exposició «Gyenes. Picasso: ¡Fuego Eterno!». A la seva ciutat natal, Kaposvár, també es presentà una exposició de les seves fotografies. Una altra iniciativa promoguda per Fernando Olmeda i per la família Gyenes fou la col·locació d'una placa commemorativa a la casa de Madrid on residí, situada al carrer Juan Ramón Jiménez.